# لاکتون شراب
لاکتون شراب (به انگلیسی: Wine lactone) یک ترکیب شیمیایی با شناسه پاب‌کم ۶۴۲۷۰۷۶ است.